# 伊藤優美 (クラリネット奏者)
伊藤 優美（いとう ゆみ）は、長野県生まれのクラリネット奏者。
長野県諏訪清陵高等学校を経て、武蔵野音楽大学音楽学部卒業。マンハッタン音楽院（ニューヨーク）修士課程、マネス音楽院（ニューヨーク）プロフェッショナル・ディプロマコース修了。ニューヨークを中心にアメリカ、日本等でソロ、室内楽、オーケストラ等の演奏活動を行う。これまでに、傳田高広、山本正治、チャールズ・ナイディック、大島文子の各氏に師事。ニューヨーク・リコリッシュ・アンサンブルのメンバー。

## 受賞歴
- 第42回ベオグラード国際青年音楽コンクール 第2位入賞、及びセルビア作曲家連盟特別賞受賞 （2012年）
- 第2回ゲント国際クラリネットコンクール ファイナリスト (2013年)
- 第11回東京音楽コンクール木管部門 入選 (2013年)
- 第84回日本音楽コンクール 入選 (2015年)